# 카를 샤퍼
카를 헤르만 크리스티안 프리드리히 샤퍼(독일어: Karl Hermann Christian Friedrich Schapper: 1812년 12월 30일 - 1870년 4월 28일)는 독일인 사회주의자, 노동운동가다. 헬무트 바이틀링, 카를 마르크스와 함께 초기 국제사회주의 운동의 주요 선구자이자 지도자였다.
샤퍼는 나사우 공국 바인바흐에서 태어났다. 그의 아버지 크리스티안 샤퍼는 목사였다. 샤퍼는 기센에서 임업을 공부했다. 학생 시절 급진주의자들의 사교모임에 가입했고, 1832년 프랑크푸르트에서 일어난 공화주의자들의 폭동에 가담했다. 폭동은 실패했고, 샤퍼는 옥에 갇혔으나 3개월만에 탈옥해 스위스로 망명했다. 스위스에서 샤퍼는 임업노동자, 식자공으로 일했다. 그는 청년 독일당에 가입해서 공상적 사회주의자 빌헬름 바이틀링을 따르게 되었다. 청년 독일당은 주세페 마치니의 청년 이탈리아당으 모델로 한 것이었고, 청년 이탈리아당과 제휴 관계에 있었다. 1834년, 마치니가 스위스에서 사보이아를 무력침공하려 했을 때 샤퍼도 참여했다. 하지만 이것도 실패로 돌아갔고 샤퍼는 두 번째로 투옥되었다.
석방된 샤퍼는 청년 독일당 활동을 재개하고, 또다른 독일인 망명객 게오르크 파인과 함께 노동자 교육모임을 만들었다. 1836년, 샤퍼는 정치활동을 이유로 스위스에서 추방되어 프랑스 파리로 갔다. 파리에서 샤퍼는 청년 독일당 프랑스지부, 그리고 의인동맹에 가입했다. 의인동맹은 프랑스의 공상적 사회주의자 에티엔 카베 및 신바뵈프주의자들과 관계를 맺고 있었다. 1839년, 의인동맹은 루이 오귀스트 블랑키와 아르망 바르베의 지도로 반란을 일으켰으나 실패로 돌아갔다. 샤퍼는 이 반란에 참여했다가 또 잡혀서 투옥되었다. 1840년 프랑스에서 추방된 샤퍼는 영국 런던으로 가서 동맹을 재건했다.
영국에서 샤퍼는 차티스트 지도자 조지 줄리언 하니와 함께 독일인 노동자 교육협회, 형제민주단을 조직했다. 형제민주단은 공화주의와 민주주의를 진흥하고, 런던의 여러 급진주의 정치망명객들에게 상호부조를 제공하는 단체였다. 그 밖에도 샤퍼는 어니스트 존스 등의 차티스트들과 교류했다.
1840년대 들어 의인동맹은 카를 마르크스와 프리드리히 엥겔스의 영향을 받게 되면서 공산주의자동맹으로 전환되었다. 샤퍼는 ‘공산주의자연락위원회’ 위원장이 되었고, 1848년 마르크스와 엥겔스의 공산당 선언의 간행을 조직했다. 또한 샤퍼는 동맹에서 발행하는 Kommunistische Zeitschrift에도 기고했다.
1848년 혁명이 일어나자 샤퍼는 독일로 귀국했고, 쾰른에서 마르크스의 『신라인신문』을 발행하고 때로는 기고도 했다. 샤퍼는 요제프 몰과 함께 노동조합이자 정치조직인 노동자협회를 조직했다. 이는 페르디난트 라살의 전독일노동자협회의 선구자격인 조직으로서, 간접적으로 독일사회민주당의 시초에 해당한다고 할 수 있다. 쾰른에서 투옥된 샤퍼는 풀려난 뒤 나사우로 가서 비스바덴의 민주화운동에 참여했다. 1849년, 샤퍼는 프랑크푸르트 국민의회에서 채택한 새 헌법을 강하게 비판했다가 다시 체포되어 반역죄로 기소되었다. 사형은 면했으나 독일에서 추방되어 런던으로 돌아갔다. 런던에서 샤퍼는 끔찍한 빈곤에 시달리며 언어 선생으로 입에 풀칠했다.
그러나 1850년, 혁명의 패배에 어떻게 대처해야 할지 문제를 두고 공산주의자동맹은 마르크스-엥겔스파와 샤퍼-빌리히파로 분열되었다. 마르크스는 미래를 위해 대중적인 노동운동을 조직해야 한다고 주장했고, 샤퍼와 빌리히는 새로운 폭동을 조직해야 한다고 주장했다. 샤퍼와 빌리히는 1830년대의 블랑키의 음모적 조직을 모델로 하여 공산주의자중앙위원회라는 집단을 꾸렸다. 그러나 큰 소득이 없자 빌리히는 미국으로 이주하여 미국 내전에 참전했다.
샤퍼는 1856년 마르크스와 화해하였고, 1864년 국제노동자협회(제1인터내셔널) 출범에 참여했다. 샤퍼는 영국, 스위스, 프랑스, 이탈리아, 벨기에, 미국의 급진주의자, 노동운동가, 사회주의자들과 광범한 연락망을 오랫동안 유지했기에 이것이 마르크스에게 큰 자산이 되었다.  1865년, 샤퍼는 제1인터내셔널 총평의회 평의원으로 선출되었다. 이후 제1인터내셔널이 분열될 때마다 샤퍼는 항상 마르크스를 충실히 지지했다. 그러나 노쇠한 샤퍼는 건강이 악회되었고 1870년 런던에서 결핵으로 사망했다.
카를 샤퍼는 여러가지 이유로 중요한 인물이다. 첫째로, 그는 노동계급 출신성분을 가진 공산주의자로서 독일 노동운동의 선구자였다. 둘째로, 그는 청년 독일당 당원으로서 독일어권의 3월 전기와 이탈리아의 리소르지멘토를 연결하는 인적 연결고리들 중 하나였다. 셋째로, 그는 의인동맹 맹원으로서 1830-40년대 독일 사회주의자들과 프랑스 공산주의자, 블랑키주의자들 사이의 연결고리가 되었다. 샤퍼는 국제노동운동의 대세가 공상적 사회주의에서 과학적 사회주의로 이행하는 과도기에 그 이행하는 길을 닦았다. 1840년대에는 독일 사회주의자들과 영국 차티스트 운동의 가교가 되었고, 1848년 혁명과 제1인터내셔널에 참여해서 역할을 수행하였다.

## 참고 자료
- Lewiowa, S. "Karl Schapper." In: Marx und Engels und die ersten proletarischen Revolutionäre. Berlin 1965.
- Becker, G. "Karl Schapper." In: Männer der Revolution von 1848. Berlin, 1970.
- Kuhnigk, A. M. Nassaus Tribun deutscher Arbeiterbewegung: Karl Schapper aus Weinbach (1812–1870). Weinbach, 1980.
- Idem, Karl Schapper. Ein Vater europäischer Arbeiterbewegung. Limburg, 1980.
- Kuhn, A. Die deutsche Arbeiterbewegung. Stuttgart 2004.
- Gant, B. "Schapper, Karl Hermann Christian Friedrich." In: Neue Deutsche Biographie (NDB). Volume 22. Berlin 2005, p. 564 f.
- Henderson, W. O. The Life of Friedrich Engels. Volume 1. London, 1976.
- Lattek, C. Revolutionary Refugees: German Socialism in Britain, 1840–1860. New York, 2006.
- Weisser, H. British Working-Class Movements and Europe, 1815–48. Manchester, 1975.
- The Great Soviet Encyclopedia. Moscow, 1979.